# Dediziertes Hybridgetriebe
Ein dediziertes Hybridgetriebe, englisch Dedicated Hybrid Transmission (DHT), bezeichnet eine Bauart von Anstriebssträngen beziehungsweise von Getrieben für Fahrzeuge mit Hybridantrieb. Das Attribut „dediziert“ (deutsch: zugeeignet, gewidmet, für etwas bestimmt) bedeutet hier, dass ein Getriebe speziell für Hybridantrieb konstruiert wurde.
Das Prinzip von DHTs zeichnet sich dadurch aus, dass die elektrische Antriebsquelle des Hybridantriebes direkt in das Hauptgetriebe integriert ist; das Hauptgetriebe wird in einem Fahrzeug mit Hybridantrieb dazu benötigt, das Antriebsmoment des Verbrennungsmotors zu übertragen. Durch dieses Konstruktionsprinzip können der Wirkungsgrad des Antriebsstranges verbessert und der mechanische Getriebeteil, etwa durch Einsparung eines separaten Rückwärtsganges, vereinfacht werden. Das Hauptgetriebe in einem DHT kann als konventionelles Automatikgetriebe, beispielsweise ein Wandlerautomatgetriebe, Doppelkupplungsgetriebe, CVT oder automatisiertes Klauengetriebe ausgeführt sein.

## Patente
- Patent  CA2643264A1: Hybrid Transmission for hybrid Vehicles. Veröffentlicht am 20. September 2007, Anmelder: TM4 INC., Canada, Erfinder: Martin Houle.‌
- Patent  DE102019202958A: Hybrid-Getriebeeinrichtung sowie Kraftfahrzeug. Veröffentlicht am 10. September 2020, Anmelder: ZF Friedrichshafen AG, Erfinder: Stefan Beck et al..‌
- Patent  DE102019205510A1: Hybrid-Getriebeeinrichtung, Motor-Getriebeanordnung, Hybrid-Antriebsstrang sowie Kraftfahrzeug. Veröffentlicht am 22. Oktober 2020, Anmelder: ZF Friedrichshafen AG, Erfinder: Johannes Kaltenbach et al..‌
- Patent  US9738272B2: System and method for engine driveline disconnect during regeneration in hybrid vehicles. Veröffentlicht am 22. August 2017, Anmelder: ALLISON TRANSM INC., USA, Erfinder: Stephen T. West et al..‌